# نهر سن (نصار)
نهر سن (بالفارسية: نهرسن) هي قرية تقع في إيران في قسم نصار الريفي. يقدر عدد سكانها بـ 321 نسمة .